# Герб Шадринского района
Герб муниципального образования Шадринский район Курганской области является официальным символом Шадринского района Курганской области.
Герб утверждён решением Шадринской районной Думы от 25 декабря 2003 года.

## Описание
В центре геральдического щита на изогнутом М-образном лазурном фоне идущий вправо серебряный гусь; в нижней оконечности герба на зеленом поле два золотых хлебных колоса. Щит увенчан золотой короной установленного образца.

## Символика
Герб отражает исторические и культурные традиции района.
Гусь символизирует знаменитого шадринского гуся. Шадринские (уральские) гуси произошли от прирученных диких гусей. Порода ещё в старину успешно разводилась и отличались крупной конституцией и хорошей приспособленностью к суровым зимам Урала и Сибири, чем прославила шадринские края.
Гусь — гордая и смелая птица, верная своему семейству и всегда готова его защищать. Серебряный гусь в гербе символизирует святого архангела Михаила — покровителя шадринской земли.
Лазурный (голубой) изгиб символизирует реку Исеть — главную реку района.
М-образный контур указывает на Терентия Семеновича Мальцева — заслуженного селекционера, уроженца села Мальцево Шадринского уезда Пермской губернии (сегодня Шадринский район).
Два золотых хлебных колоса символизируют сельское хозяйство и хлебопашеские традиции края. Зеленое поле является символом лесных богатств района, а также указывает на главный цвет символики Курганской области.
Золотая корона, венчающая гербовый щит, соответствует статусу муниципального образования — Шадринского района. 

## История создания
Проект герба Шадринского района утвержден Шадринской районной Думой в первом чтении 27 августа 2003 года. Девиз: НАДО — начертан серебряными литерами на лазоревой ленте. В окончательном варианте девизная лента удалена из герба.